# 리 브라이스
리 브라이스(Lee Brice, 1979년 6월 10일 ~ )는 미국의 컨트리 가수이다.

## 성장 과정
리 브라이스는 1979년 6월 10일 노스캐롤라이나주의 섬터에서 태어났다. 어릴 때, 브라이스는 피아노를 배웠고, 교회에서 자작곡을 불렀다. 클렘슨 대학교에 입학하여 미식축구 장학금을 받았다. 브라이스는 미식축구팀에서 롱 스내퍼 포지션을 맡았다. 하지만 브라이스는 부상을 입었고 컨트리 가수가 되기로 결심한다.

## 경력
2007년, 브라이스는 제이슨 올딘, 키스 개티스, 카우보이 크러시와 같은 컨트리 음악가들의 송라이터로 활동하였다. 브라이스, 빌리 몬태나, 카일 제이컵스가 작사 및 작곡한 가틴 브룩스의 2007년 노래 "More Than a Memory"는 빌보드 컨트리 송 차트에서1위를 하였다. 같은 해, 브라이스는 커브 레코드와 계약을 맺고 데뷔 싱글 "She Ain't Right"을 발매하였고, 컨트리 차트에서 29위를 하였다. 다음 싱글 "Happy Endings"와 "Upper Middle Class White Trash"는 각각 32위와 44를 하였다. 위 세곡은 음반 Picture of Me에 수록되었으나, 발매되지는 않았다. 브라이스는 계속해서 캐나다의 가수 애덤 그레고리의 노래 "Crazy Days"와 같은 노래를 포함하여 작사와 작곡 활동을 하였다.
2009년 8월, 브라이스는 싱글 "Love Like Crazy"를 발매하였다. 해당 곡은 동명의 첫 스튜디오 음반에 수록되었고, 거의 모든곡을 브라이스가 작사 작곡을 하였다. "Love Like Crazy"는 2010년 7월까지 46주간 컨트리 차트 10위 안에 머물렀다. 2010년 9월, 이 노래는 차트 역사상 가장 오래 머문 노래가 되었다.
2011년, 브라이스는 6번째 싱글 "A Woman Like You"를 발매하였다. 이 노래는 두 번째 스튜디오 음반 Hard 2 Love의 첫 싱글로, 음반은 2012년 4월 24일 발매되었다. "A Woman Like You"는 컨트리 음악 차트에서 1위를 하였으며, 이어서 발매된 싱글 "Hard to Love" 또한 1위를 하였다. 세 번째 싱글 "I Drive Your Truck"은 12월 3일 발매되었다.

## 디스코그래피

### 스튜디오 음반
| 제목            | 설명                                                                                 | 순위       | 순위 |
| 제목            | 설명                                                                                 | US Country | US   |
| --------------- | ------------------------------------------------------------------------------------ | ---------- | ---- |
| Love Like Crazy | - 발매일: 2010년 6월 8일 - 레이블: Asylum-Curb Records - 포맷: CD, 음악 다운로드     | 9          | 44   |
| Hard 2 Love     | - 발매일: April 24, 2012년 4월 24일 - 레이블: Curb Records - 포맷: CD, 음악 다운로드 | 2          | 5    |

### EP
| 제목            | 설명                                                                         | 순위       | 순위    |
| 제목            | 설명                                                                         | US Country | US Heat |
| --------------- | ---------------------------------------------------------------------------- | ---------- | ------- |
| Love Like Crazy | - 발매일: 2010년 2월 2일 - 레이블: Asylum-Curb Records - 포맷: 음악 다운로드 | 56         | 46      |

### 싱글
| 2007                  | "Overrated"                      | —  | —  | —  | —  |                |                        |
| 2007                  | "She Ain't Right"                | 29 | —  | —  | —  |                | Picture of Me (미발매) |
| 2007                  | "Happy Endings"                  | 32 | —  | —  | —  |                | Picture of Me (미발매) |
| 2008                  | "Upper Middle Class White Trash" | 44 | —  | —  | —  |                | Picture of Me (미발매) |
| 2009                  | "Love Like Crazy"                | 3  | —  | 45 | 77 | - US: 플래티넘 | Love Like Crazy        |
| 2010                  | "Beautiful Every Time"           | 30 | —  | —  | —  |                | Love Like Crazy        |
| 2011                  | "A Woman Like You"               | 1  | —  | 33 | 49 | - US: 플래티넘 | Hard 2 Love            |
| 2012                  | "Hard to Love"                   | 4  | 1  | 27 | 51 | - US: 플래티넘 | Hard 2 Love            |
| 2012                  | "I Drive Your Truck"             | 24 | 16 | 87 |    |                | Hard 2 Love            |
| "—": 차트에 들지 못함 |                                  |    |    |    |    |                |                        |

### 뮤직비디오
| 연도 | 제목                   | 감독      |
| ---- | ---------------------- | --------- |
| 2007 | "She Ain't Right"      | 에릭 웰치 |
| 2010 | "Love Like Crazy"      | 에릭 웰치 |
| 2011 | "Beautiful Every Time" | 에릭 웰치 |
| 2011 | "A Woman Like You"     | 에릭 웰치 |
| 2012 | "Hard to Love"         | 에릭 웰치 |
| 2012 | "I Drive Your Truck"   | 에릭 웰치 |

## 수상 및 후보
| 연도 | 상                               | 분류                                          | 결과 |
| ---- | -------------------------------- | --------------------------------------------- | ---- |
| 2011 | 아카데미 오브 컨트리 뮤직 어워드 | Song of the Year — "Love Like Crazy"          | 후보 |
| 2011 | 아카데미 오브 컨트리 뮤직 어워드 | 올해의 싱글 — "Love Like Crazy"               | 후보 |
| 2011 | CMT 음악상                       | USA Weekend 올해의 비디오 — "Love Like Crazy" | 후보 |
| 2012 | CMA상                            | 올해의 신인                                   | 후보 |